# Agostinho José Rodrigues
Agostinho José Rodrigues (Curitiba, 21 de março de 1915 - Curitiba, 2 de julho de 1987) foi um militar e político brasileiro. Foi governador substituto do Paraná em 22 de maio de 1963 a 7 de junho de 1963 e em 15 de setembro de 1963 a 4 de outubro de 1963.

## Biografia
Nascido em Curitiba, era filho de Manuel Rodrigues e de Ana Claudina Tolle.
Agostinho José Rodrigues fez o curso de aperfeiçoamento de sargentos em 1942 e, durante a Segunda Guerra Mundial integrou a Força Expedicionária Brasileira (FEB) como comandante de um pelotão de fuzileiros do 11º Regimento de Infantaria. Participou dos combates de Monte Castelo e Montese, bem como da ofensiva final no vale do Pó, e foi promovido a primeiro-tenente por bravura. Foi casado com Adélia Dalagassa Rodrigues, com quem teve três filhos.
Nas eleições de outubro de 1954 elegeu-se suplente de deputado estadual do Paraná pelo Partido Republicano (PR), ocupando uma cadeira na Assembleia Legislativa (Alep) na vaga do deputado Paulo Camargo. Nas eleições de outubro de 1958 elegeu-se deputado estadual pelo Partido Democrata Cristão (PDC), assumindo o mandato em fevereiro de 1959. Foi o segundo-secretário da mesa de 1959 a 1960. Foi reeleito em outubro de 1962.
Foi eleito presidente da Alep e nessa condição deixou a casa durante o período de setembro a outubro de 1963 para assumir interinamente o governo do Paraná em substituição ao governador Ney Braga. De volta à Assembleia, exerceu o mandato até 1964.
Em 1964 filiou-se à Aliança Renovadora Nacional (ARENA).
Nas eleições de 1966 foi eleito deputado federal pelo Paraná, sendo empossado em fevereiro de 1967. Em fevereiro de 1968 foi nomeado secretário de Segurança Pública do Paraná, no governo de Paulo Pimentel (1966-1971), cargo que ocupou até agosto de 1969.
Nas eleições de novembro de 1970 reelegeu-se deputado federal, pelo Movimento Democrático Brasileiro (MDB).
Nas eleições de novembro de 1978 foi candidato a reeleição, ficando na suplência. Concluiu o mandato de deputado em janeiro de 1979.